# Родео
 Тази статия е за спорта.  За селището вижте Родео (Калифорния).  
Родео (на английски - rodeo) — е традиционен северноамерикански вид спорт, практикуван в Северна и Южна Америка, създаден от мексиканските и американски каубои.
Родеото по правило включва няколко вида състезания, провеждани всяко по отделно и всяко в състава на по-голямо състезание: Езда на бикове, езда на полудиви коне (със седло и без седло), състезания с ласо и др.
Целта на състезателя е да се задържи върху гърба на коня или бика, не по малко от 8 секунди, което никак не е лесно, поради силно агресивните действия на животното.
Състезателите в този спорт се ползват с голяма известност.